# Zoe Bäckstedt
Zoe Jane Bäckstedt (Pontypridd, 24 september 2004) is een Brits veldrijder, baan- en wegwielrenster. Zij is de dochter van de Zweedse wielrenner Magnus Bäckstedt en de Britse wielrenster Megan Hughes. Ook haar drie jaar oudere zus Elynor Bäckstedt is wielrenster.

## Carrière
In seizoen 2019-20 behaalde ze de achtste plaats bij de meisjes junioren van de DVV Verzekeringen Trofee. In de wereldbeker veldrijden 2020-2021 won ze bij de junioren de eerste wedstrijd van het seizoen. In het seizoen 2020-21 startte ze ook bij de vrouwen elite en reed zich in de punten voor de Superprestige veldrijden 2020-2021.

### 2021
In 2021 reed ze een succesvol pisteseizoen met Europese titels in de ploegkoers, ploegenachtervolging en individuele achtervolging in Apeldoorn in augustus. In die laatste twee nummers verbrak ze ook het wereldrecord.
Op de weg won ze zilver bij de junioren tijdens de wereldkampioenschappen tijdrijden in Brugge, op tien seconden achter de Russische winnares Alena Ivanchenko. In de wegrace reed ze samen met de Amerikaanse Kaia Schmid weg. Ze probeerde alleen weg te rijden, maar het werd uiteindelijk een sprint die Bäckstedt won.
Tussen de Europese pistekampioenschappen en wereldkampioenschappen op de weg behaalde Bäckstedt brons op het Brits kampioenschap Mountainbiken. In november 2021 werd ze Europees kampioene veldrijden bij de junioren op de VAM-berg. In januari 2022 werd ze wereldkampioene in het Amerikaanse Fayetteville.

### 2022
In april 2022 won ze twee van de drie etappes en het eindklassement van de Omloop van Borsele bij de junioren. In mei won ze de juniorversie van de Ronde van Vlaanderen en later die maand werd ze Brits kampioene op de weg. In september won ze alle drie etappes en daarmee ook het eindklassement van de Watersley Ladies Challenge en later die maand werd ze in het Australische Wollongong wereldkampioene in zowel de tijdrit als wegrit.

### 2023
In februari 2023 werd Bäckstedt tweede op het WK veldrijden, op een halve minuut achter Shirin van Anrooij. Na een stageperiode eind 2022, reed Bäckstedt in 2023 voor EF Education-TIBCO-SVB, waar ze bij de elite de Ronde van Vlaanderen en Parijs-Roubaix reed en 13e werd in Dwars door Vlaanderen. Op 1 september stapte ze over naar Canyon-SRAM. Op 7 september werd ze derde in de tijdrit van de Simac Ladies Tour in Leuven, op 11 seconde achter Lotte Kopecky. In deze ronde wist ze het jongerenklassement te winnen. Later die maand in Emmen werd ze Europees kampioene tijdrijden bij de beloften.

### 2024
In april 2024 werd Bäckstedt 16e in Parijs-Roubaix. Op 8 oktober boekte ze in Gennep haar eerste profoverwinning, de openingstijdrit in de World-Tourwedstrijd Simac Ladies Tour, waarna ze drie dagen de leiderstrui droeg.

### Privéleven
In november 2023 maakte ze haar relatie met oud-ploeggenote Femke Beuling bekend.

## Palmares

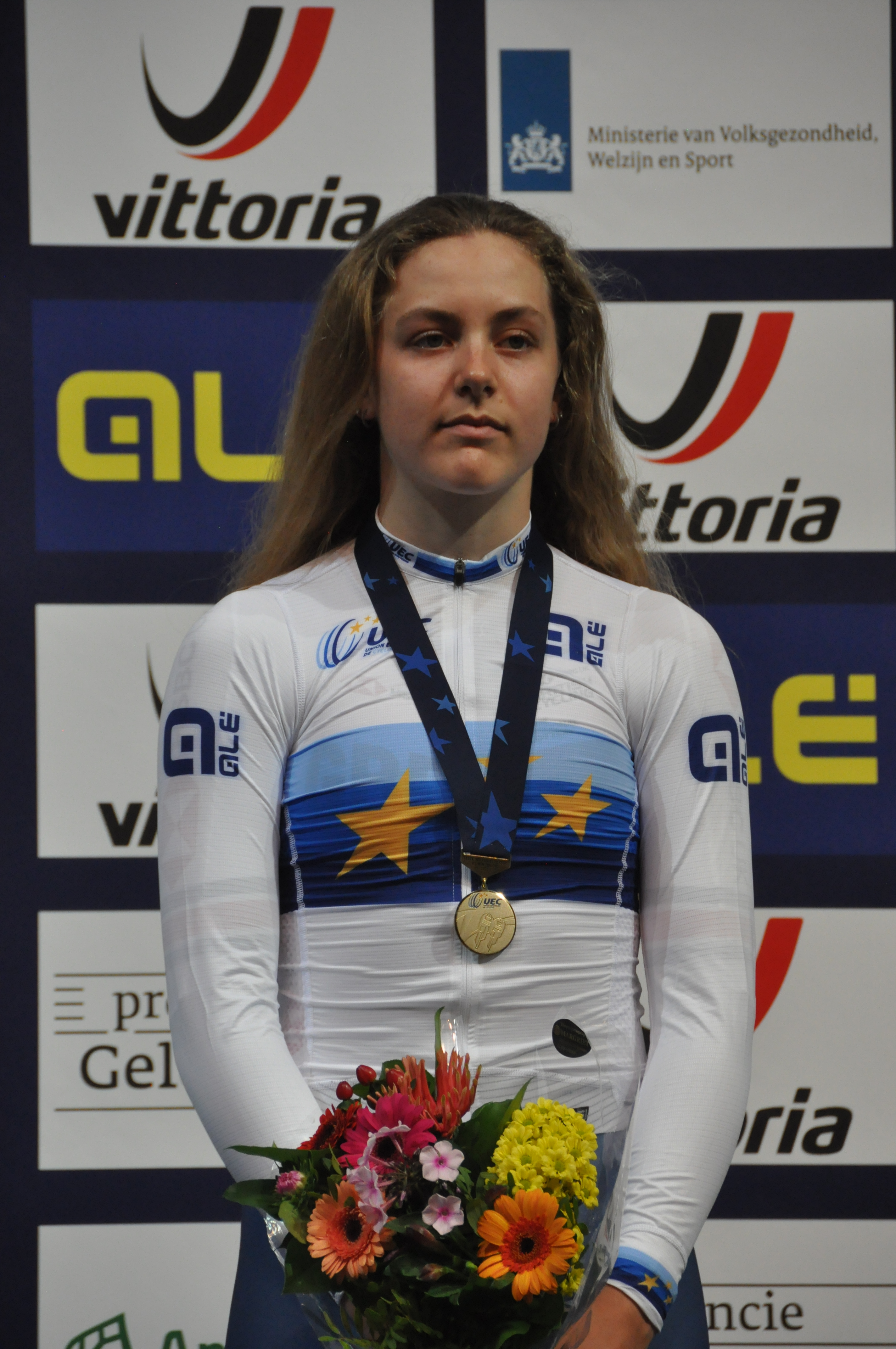
Bäckstedt won goud op de achtervolging op het EK op de baan voor junioren in 2021

### Wegwielrennen
2021
2e (ITT) etappe Watersley Ladies Challenge
Jongerenklassement Watersley Ladies Challenge
 Wereldkampioen op de weg, junior
 Wereldkampioenschap tijdrijden, junior
2022
1e (ITT) en 3e etappe Omloop van Borsele, junior
Eind- en puntenklassement Omloop van Borsele, junior
 Brits kampioen op de weg, junioren
1e etappe A Ronde van de Pyreneeën (TTT)
1e, 2e (ITT) en 3e etappe Watersley Ladies Challenge
Eind- en bergklassement Watersley Ladies Challenge
 Wereldkampioen tijdrijden, junior
 Wereldkampioen op de weg, junior
2023
Jongerenklassement Simac Ladies Tour
 Europees kampioene tijdrijden, beloften
2024
1e etappe Simac Ladies Tour (WWT)
Jongerenklassement Simac Ladies Tour
2025
 Brits kampioen tijdrijden, elite
Proloog, 3e (deel A en B, ITT)  etappe Baloise Ladies Tour
Eind- en jongerenklassement Baloise Ladies Tour

#### Resultaten in voornaamste wedstrijden
| Jaar | Gent-Wevelgem | Ronde van Vlaanderen | Parijs-Roubaix | Dwars door Vlaanderen |
| ---- | ------------- | -------------------- | -------------- | --------------------- |
| 2023 | 46e           | 56e                  | 46e            | 13e                   |
| 2024 | 79e           |                      | 16e            |                       |
| 2025 | 90e           |                      | 15e            | 20e                   |

### Veldrijden

#### Resultatentabel elite
| Seizoen   |    | WK | EK | BK  |     | Klassementen | Klassementen | Klassementen   | Klassementen | Klassementen |       | UCI- ranking |    | Podia | Podia | Podia | Aantal crossen |
| Seizoen   | WB | WK | EK | BK  | SP  | Trofee       | Coupe        | British Trophy | Goud         | Zilver       | Brons | UCI- ranking |    |       |       |       | Aantal crossen |
| --------- | -- | -- | -- | --- | --- | ------------ | ------------ | -------------- | ------------ | ------------ | ----- | ------------ | -- | ----- | ----- | ----- | -------------- |
| 2020-2021 |    | –  | –  | –   |     | –            | 25e          | –              | –            | –            |       | 101e         |    | –     | –     | –     | 6              |
| 2021-2022 | –  | –  | –  | 49e | 12e | 18e          | –            | –              | 23e          | 3            | 1     | 1            | 16 |       |       |       |                |
| 2022-2023 | –  | –  | ↑  | 17e | 6e  | 20e          | 26e          | –              | 19e          | 1            | 1     | –            | 18 |       |       |       |                |
| 2023-2024 | –  | –  | –  | 8e  | 17e | –            | –            | –              | 7e           | 3            | 1     | 4            | 20 |       |       |       |                |
| 2024-2025 | –  | –  | –  | 4e  | 12e | 14e          | –            | –              | 7e           | –            | 3     | 1            | 4  |       |       |       |                |
| Totaal    |    | –  | –  | 1   |     | –            | –            | –              | –            | –            |       | –            |    | 7     | 6     | 6     | 64             |

#### Podiumplaatsen elite
| Legenda                       |
| ----------------------------- |
| Wereldkampioenschappen        |
| Continentale kampioenschappen |
| Nationale kampioenschappen    |
| Wereldbeker                   |
| Superprestige                 |
| Trofee                        |
| Overige veldritten            |

| Nr.           | Seizoen       | Datum            | Veldrit                                                 | Cat.          | Wedstrijdserie          |               |
| Overwinningen | Overwinningen | Overwinningen    | Overwinningen                                           | Overwinningen | Overwinningen           | Overwinningen |
| ------------- | ------------- | ---------------- | ------------------------------------------------------- | ------------- | ----------------------- | ------------- |
| 1.            | 2021-2022     | 9 oktober 2021   | CX Täby Park, Täby                                      | C2            | Overige (#1)            |               |
| 2.            | 2021-2022     | 10 oktober 2021  | Stockholm Cyclocross, Stockholm                         | C2            | Overige (#2)            |               |
| 3.            | 2021-2022     | 11 december 2021 | Cyclocross Essen, Essen                                 | C2            | Ethias Cross            |               |
| 4.            | 2022-2023     | 15 januari 2023  | Brits kampioenschap, Milnthorpe                         | CN            | Britse kampioenschappen |               |
| 5.            | 2023-2024     | 7 oktober 2023   | Major Taylor Cross Cup dag 1, Indianapolis              | C2            | Overige (#3)            | [ 20 ]        |
| 6.            | 2023-2024     | 8 oktober 2023   | Major Taylor Cross Cup dag 2, Indianapolis              | C2            | Overige (#4)            | [ 21 ]        |
| 7.            | 2023-2024     | 6 januari 2024   | Cyclocross Gullegem, Gullegem                           | C2            | Overige (#5)            | [ 22 ]        |
| 2e plaatsen   |               |                  |                                                         |               |                         |               |
| 1.            | 2021-2022     | 2 oktober 2021   | Berencross, Meulebeke                                   | C2            | Overige (#1)            |               |
| 2.            | 2022-2023     | 23 oktober 2022  | 2eme Manche Coupe de France Cyclo-cross: Nommay, Nommay | C2            | Overige (#2)            |               |
| 3.            | 2023-2024     | 13 oktober 2023  | Trek Cup, Waterloo                                      | C2            | Overige (#3)            | [ 23 ]        |
| 4.            | 2024-2025     | 22 december 2024 | Cyclocross Zonhoven, Zonhoven                           | CDM           | Wereldbeker (#1)        | [ 24 ]        |
| 5.            | 2024-2025     | 4 januari 2025   | Cyclocross Gullegem, Gullegem                           | C2            | Superprestige (#1)      | [ 25 ]        |
| 6.            | 2024-2025     | 25 januari 2025  | Cyclocross Maasmechelen, Maasmechelen                   | CDM           | Wereldbeker (#2)        | [ 26 ]        |
| 3e plaatsen   |               |                  |                                                         |               |                         |               |
| 1.            | 2021-2022     | 4 januari 2022   | Cyclocross Gullegem, Gullegem                           | C2            | Overige (#1)            |               |
| 2.            | 2023-2024     | 24 oktober 2023  | Nacht van Woerden, Woerden                              | C2            | Overige (#2)            | [ 27 ]        |
| 3.            | 2023-2024     | 12 november 2023 | Ambiancecross, Dendermonde                              | CDM           | Wereldbeker (#1)        | [ 28 ]        |
| 4.            | 2023-2024     | 26 november 2023 | Wereldbeker Dublin, Dublin (#1)                         | CDM           | Wereldbeker (#2)        | [ 29 ]        |
| 5.            | 2023-2024     | 7 januari 2024   | Cyclocross Zonhoven, Zonhoven                           | CDM           | Wereldbeker (#3)        | [ 30 ]        |
| 6.            | 2024-2025     | 1 december       | Wereldbeker Dublin, Dublin (#2)                         | CDM           | Wereldbeker (#4)        | [ 31 ]        |

- Wereldkampioenschap gemengde estafette 2023

#### Resultatentabel jeugd

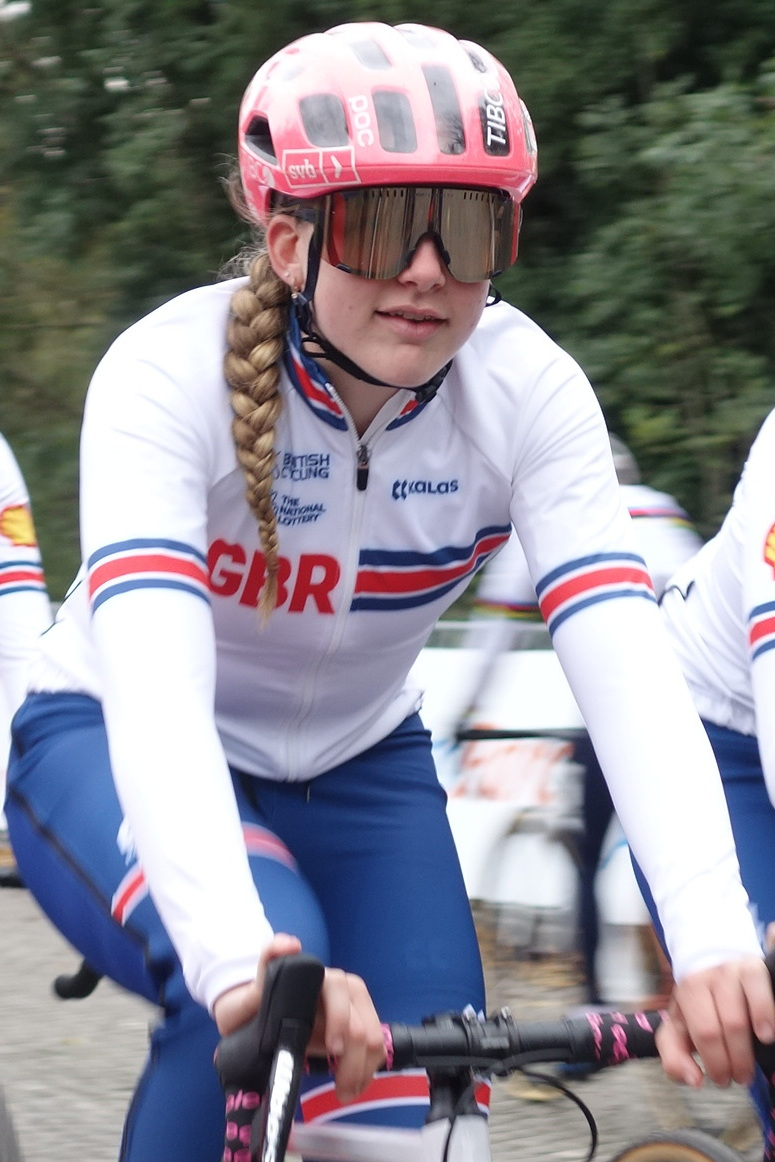
Bäckstedt tijdens het EK veldrijden 2022 voor beloften in Namen

| Seizoen      |             | WK   | EK   | BK |      | Klassementen |       | Podia | Podia | Podia | Aantal crossen |
| Seizoen      | Wereldbeker | WK   | EK   | BK | Goud | Zilver       | Brons |       |       |       | Aantal crossen |
| ------------ | ----------- | ---- | ---- | -- | ---- | ------------ | ----- | ----- | ----- | ----- | -------------- |
| ↓ Junioren ↓ |             |      |      |    |      |              |       |       |       |       |                |
| 2020-2021    |             | Afg. | Afg. | –  |      | ↑            |       | 1     | –     | –     | 1              |
| 2021-2022    | ↑           | ↑    | –    | ↑  | 7    | –            | –     | 7     |       |       |                |
| ↓ Beloften ↓ |             |      |      |    |      |              |       |       |       |       |                |
| 2022-2023    |             | ↑    | 5e   | –  |      | 4e           |       | –     | 1     | –     | 2              |
| 2023-2024    | ↑           | ↑    | –    | ↑  | 2    | –            | –     | 2     |       |       |                |
| 2024-2025    | ↑           | –    | –    | –  | –    | –            | –     | –     |       |       |                |
| Totaal       |             | 3    | 2    | –  |      | 1            |       | 10    | 1     | –     | 12             |

## Ploegen
- 2022 –  EF Education-TIBCO-SVB vanaf 1/8 stagiair
- 2023 –  EF Education-TIBCO-SVB tot 31/8[32]
- 2023 –  Canyon-SRAM vanaf 1/9
- 2024 –  Canyon-SRAM
- 2025 –  Canyon//SRAM zondacrypto

Bäckstedt (vanaf 1/8) · Banks · Borghesi · Erath · Doebel-Hickok · Ewers · Hammes · Honsinger · Langley · Newsom · Poidevin · Shapira · Smith · Stephens · Vallieres
Bäckstedt (tot 31/8) · Banks · Beuling (vanaf 20/4) · Borghesi · Doebel-Hickok · Ewers · Hammes · Honsinger · Jackson · Langley · Poidevin · Shapira · Smith · Stephens · Vallieres · Williams
Bäckstedt (vanaf 1/9) · Bauernfeind · Bossuyt · Bradbury · Chabbey · Cromwell · van der Duin · Dygert · Niedermaier · Niewiadoma · Paladin · Rooijakkers · Roy · Skalniak-Sójka · Towers
Bäckstedt · Bauernfeind · Bossuyt · Bradbury · Chabbey · Cromwell · Czapla · van der Duin · Dygert · Morrice · Niedermaier · Niewiadoma · Paladin · Skalniak-Sójka · Towers
Aintila · Bäckstedt · Bauernfeind · Bradbury · Consonni · Cromwell · Czapla · van der Duin · Dygert · Klöser · Kolesava · Martins · Niedermaier · Niewiadoma · Paladin · Skalniak-Sójka · Towers · Uttrup Ludwig